# Obietnica Moroniego

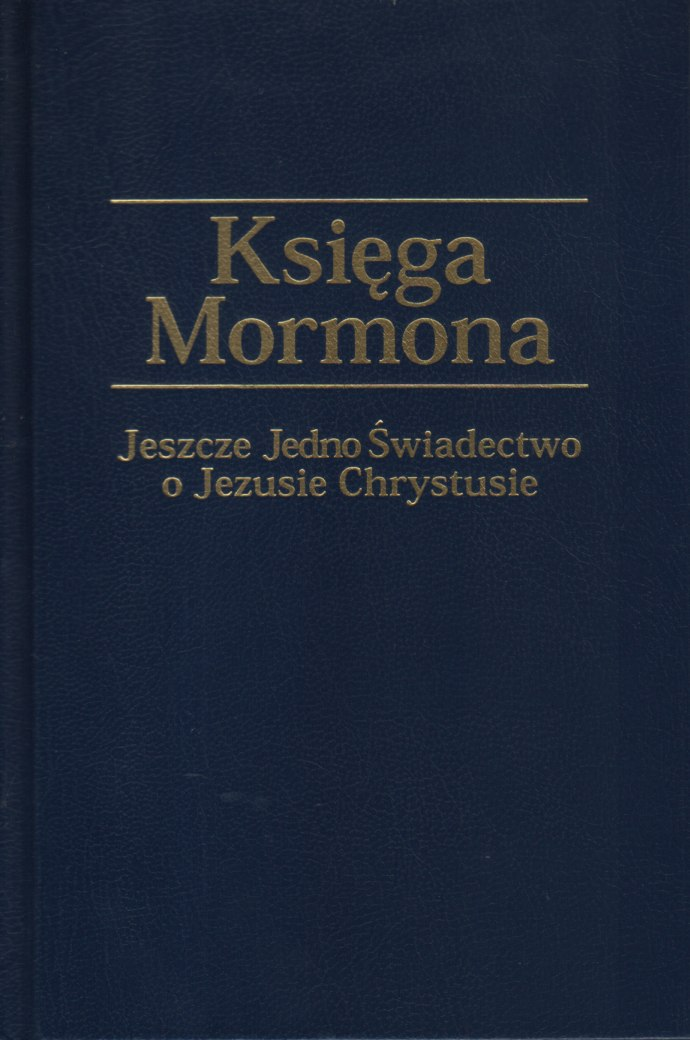
Księga Mormona, jedno z mormońskich pism świętych i jednocześnie źródło obietnicy Moroniego

Obietnica Moroniego (ang. Moroni’s Promise) – wyrażenie używane w teologii ruchu świętych w dniach ostatnich (mormonów).
Odnosi się do fragmentu zapisanego we wchodzącej w skład Księgi Mormona Księdze Moroniego, konkretnie do wersetów od trzeciego do piątego tej księgi. Czasem zawęża się ją niemniej do wersów czwartego oraz piątego. Obietnicę miał złożyć Moroni, ostatni neficki prorok oraz redaktor części materiału źródłowego Księgi Mormona. Odnosi się ona do prawdziwości tego świętego dla mormonów tekstu. Wskazuje, iż jednostka może się o niej przekonać dzięki Duchowi Świętemu, po uprzedniej lekturze oraz szczerej modlitwie do Boga.
Obietnica Moroniego stanowi integralną część mormońskiej kultury. Ceniona przez świętych w dniach ostatnich, nazywana jednym z najlepiej znanych i najczęściej cytowanych ustępów Księgi Mormona. Jest często wykorzystywana przez posługujących w Kościele pełnoczasowych misjonarzy, jak również przez zwykłych wiernych, wykonujących nieformalną pracę misjonarską.